# Johan Erik Erikson
Johan Erik Erikson, född 29 maj 1838 i By socken, Kopparbergs län, död 11 januari 1883 i Stockholm, var en svensk uppfinnare.
Erikson, som var son till en hemmansägare, gick i skola i Nyköping och var elev vid Nyköpings Mekaniska Verkstad 1860–1863. Han praktiserade vid Bergsunds Mekaniska Verkstad i Stockholm 1863–1867, reste därefter till Paris, där han, delvis i samarbete med andra, ägnade sig åt teknisk experimentverksamhet och bedrev verkstadsrörelse från 1871. 
År 1874 överflyttade Erikson till Stockholm, där han samma år grundade J.E. Eriksons Mekaniska Verkstad. År 1878 utvidgade han rörelsen till att även omfatta rörledningsentreprenad och 1880 blev firman generalagent i Sverige och Norge för Siemens & Halske i Berlin. Vid Eriksons frånfälle övertogs ledningen av Erik Gustaf Beskow.
Erikson uppfann en ny gasmaskin (1870), konstruerade en brandspruta (1876), en båtmotor (1879) och en ångmaskin 1880. År 1882 konstruerade han en strålkastare och fick samma år beställning av Stockholms stad på elektrisk gatubelysning vid Slussenområdet och Skeppsbron.